# Carltheater
Carltheater a fost un teatru din Viena. Se afla în suburbiile din Leopoldstadt, pe Praterstraße 31 (la acea vreme numită Jägerzeile).
A fost succesorul Teatrului Leopoldstädter. După o serie de dificultăți financiare, acest teatru a fost vândut în 1838 directorului, Carl Carl, care a continuat să-l conducă în paralel cu Theater an der Wien până în 1845. Doi ani mai târziu, clădirea a fost parțial demolată și reconstruită după planurile arhitecților August Sicard von Sicardsburg și Eduard van der Nüll, care mai târziu vor proiecta Opera de Stat din Viena.
Teatrul a fost deschis sub numele Carltheater în același an, 1847. Multe piese Alt-Wiener Volkstheater [de] de Johann Nepomuk Nestroy au avut premiera aici; între 1854 și 1860, Nestroy a fost directorul teatrului. În anii următori, mulți dramaturgi vienezi cunoscuți au scris piese pentru Carltheater și și-au consolidat reputația de teatru de operă favorit pentru piese folclorice și operete vieneze.
După o schimbare rapidă a regizorilor în secolul al XX-lea, teatrul a devenit neprofitabil și a fost în cele din urmă închis în 1929.

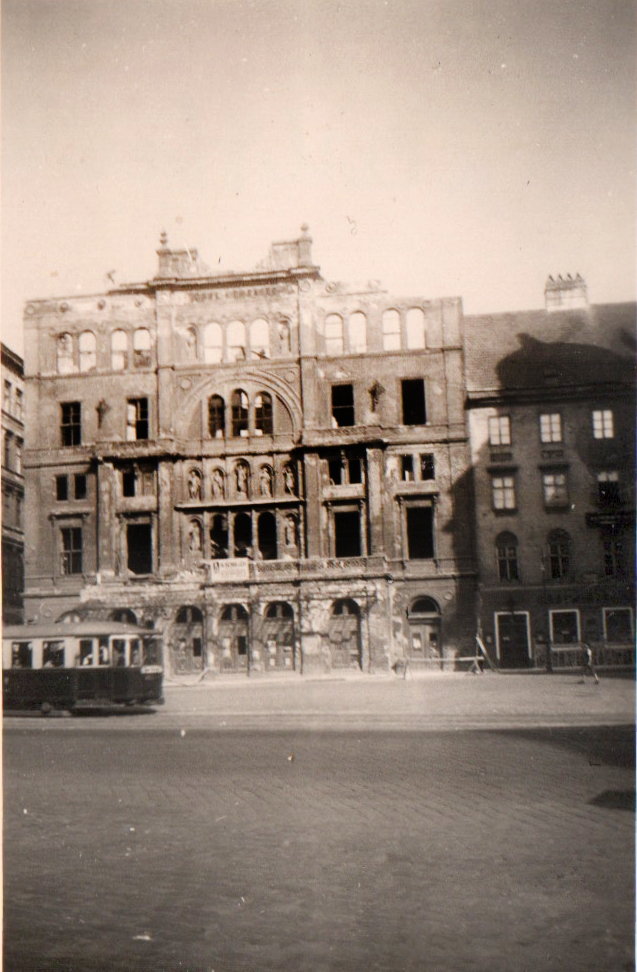
Carltheater înainte de demolare, 1951

În 1944, auditoriul teatrului a fost aproape în întregime distrus într-un atac cu bombă. Cu toate acestea, fațada valoroasă din punct de vedere artistic era încă remarcabil de intactă după război. În 1951 a fost demolat, împreună cu o clădire învecinată care nu fusese deteriorată în război. În prezent, pe locul respectiv se află clădirea „Galaxy”. În urmă cu câțiva ani, o placă în Praterstraße marca fosta locație a teatrului, dar și aceasta a dispărut.

## Lucrări muzicale care au avut premiera la Carltheater[3]
- Die schlimmen Buben in der Schule, burlesc într-un act, de Johann Nestroy, la 10 decembrie 1847.
- Freiheit în Krähwinkel, „farsă cu cântec” de Johann Nestroy, la 1 iulie 1848.
- Judith und Holofernes, „Parodie cu cântec” de Johann Nestroy, la 13 martie 1849.
- Tannhäuser, operă pastișă de Johann Nestroy, 1857
- Das Corps der Reche, operetă de Franz von Suppé, în 5 martie 1864
- Dinorah, oder die Turnerfahrt nach Hütteldorf, operă parodie de Franz von Suppé, pe 4 mai 1865
- Die schöne Galathee, operetă de Franz von Suppé pe 9 septembrie 1865
- Leichte Kavallerie, operetă de Franz von Suppé, la 21 martie 1866
- Die Freigeister, operetă de Franz von Suppé, la 23 octombrie 1866
- Banditenstreiche, operetă de Franz von Suppé, la 27 aprilie 1867
- Die Frau Meisterin, operetă de Franz von Suppé, la 20 ianuarie 1868
- Tantalusqualen, operetă de Franz von Suppé, la 3 octombrie 1868
- Isabella, operetă de Franz von Suppé, la 5 noiembrie 1869
- Lohengelb, oder Die Jungfrau von Dragant (Tragant), operetă de Franz von Suppé, la 30 noiembrie 1870
- Cannebas, operetă de Franz von Suppé, la 2 noiembrie 1872
- Fatinitza, operetă de Franz von Suppé, la 5 ianuarie 1876
- Prinz Methusalem, operetă comică de Johann Strauss (fiul), la 3 ianuarie 1877
- Der Teufel auf Erden, operetă de Franz von Suppé, pe 5 ianuarie 1878
- Boccaccio, operetă de Franz von Suppé, la 1 februarie 1879
- Donna Juanita, operetă de Franz von Suppé, la 21 februarie 1880
- Die Carbonari, operetă de Carl Zeller, la 27 noiembrie 1880
- Wiener Kinder, operetă comică de Carl Michael Ziehrer, pe 19 februarie 1881
- Der Gascogner, operetă de Franz von Suppé, la 22 martie 1881
- Das Herzblättchen, operetă de Franz von Suppé, la 4 februarie 1882
- Der Vagabund, operetă de Carl Zeller, la 30 octombrie 1886
- Die Jagd nach dem Glück, operetă de Franz von Suppé, pe 27 octombrie 1888
- Ein Deutschmeister, operetă de Carl Michael Ziehrer, la 30 noiembrie 1888
- Das Modell, operetă de Franz von Suppé, la 4 octombrie 1895
- Das Neue Ghetto de Theodor Herzl, 1898
- Wiener Blut (Sânge vienez), operetă de Johann Strauss II (fiul), la 25 octombrie 1899
- Die drei Wünsche, operetă de Carl Michael Ziehrer, pe 9 martie 1901
- Das süße Mädel, operetă de Heinrich Reinhardt, la 25 octombrie 1901
- Der Rastelbinder, operetă de Franz Lehár, la 20 decembrie 1902
- Der Göttergatte, operetă de Franz Lehár, pe 20 ianuarie 1904
- Die lustigen Nibelungen, operetă burlescă de Oscar Straus, pe 12 noiembrie 1904
- Der Schätzmeister, operetă de Carl Michael Ziehrer, pe 10 decembrie 1904
- Krieg im Frieden, operetă de Heinrich Reinhardt, pe 24 ianuarie 1906
- Ein Walzertraum, operetă de Oscar Straus, pe 3 martie 1907
- Die geschiedene Frau, operetă de Leo Fall, la 23 decembrie 1908
- Zigeunerliebe, operetă de Franz Lehár, la 8 ianuarie 1910
- Alt-Wien, operetă de Joseph Lanner, pe 23 decembrie 1911
- Fürst Casimir, operetă de Carl Michael Ziehrer, pe 13 septembrie 1913
- Polenblut, operetă de Oskar Nedbal, 1913
- Die erste Frau, operetă de Heinrich Reinhardt, la 22 octombrie 1915
- Prinzessin Ti-Ti-Pa, operetă de Robert Stolz, 1928